# Michael Tippett
Michael Kemp Tippett (født 2. januar 1905 i London, England, død 9. januar 1998 i London) var en engelsk komponist.
Hans musik er præget af hans interesse for Sibelius, Stravinsky og Hindemith samt interessen for folkemusik og negro spiritual. Har bl.a. skrevet operaer og 5 symfonier.

## Udvalgte værker
- Symfoni (i Bb-dur) (1932-1933) - for orkester
- Symfoni nr. 1 (1945) - for orkester
- Symfoni nr. 2 (1957) - for orkester
- Symfoni nr. 3 (1971-1972) - for orkester
- Symfoni nr. 4 (1977) - for orkester
- "Et barn i vor tid" (1941) - oratorium - for kor og orkester
- Koncert (1978-1979) - for violin, bratsch, cello og orkester
- "Saint Augustins vision" (1963-1965) - for baryton, kor og orkester

1. ↑  Navnet er anført på svensk og stammer fra Wikidata hvor navnet endnu ikke findes på dansk.